# Марсель (округ)
Округ Марсель (фр. Arrondissement de Marseille) — округ у Франції, в департаменті Буш-дю-Рон. 2023 року округ об'єднував 21 муніципалітет, населення становило 1 085 664 особи.
Адміністративний центр (супрефектура) — Марсель.

## Муніципалітети
Список муніципалітетів округу та їхні коди INSEE:
1. Алло (13002)
2. Белькоден (13013)
3. Жеменос (13042)
4. Кадолів (13020)
5. Карну-ан-Прованс (13119)
6. Кассі (13022)
7. Кюж-ле-Пен (13030)
8. Ла-Буядісс (13016)
9. Ла-Детрусс (13031)
10. Ла-Пенн-сюр-Ювон (13070)
11. Ла-Сьйота (13028)
12. Марсель (13055)
13. Обань (13005)
14. Орйоль (13007)
15. Пейпен (13073)
16. План-де-Кюк (13075)
17. Роквер (13086)
18. Рокфор-ла-Бедуль (13085)
19. Сейрест (13023)
20. Сен-Савурнен (13101)
21. Сетем-ле-Валлон (13106)